# Jacques Wathelet
 (février 2008).
Si vous disposez d'ouvrages ou d'articles de référence ou si vous connaissez des sites web de qualité traitant du thème abordé ici, merci de compléter l'article en donnant les références utiles à sa vérifiabilité et en les liant à la section « Notes et références ».
Pour les articles homonymes, voir Wathelet.
Jacques Wathelet, né à Huy le 19 novembre 1922 et mort à Plainevaux le 15 novembre 2003 est un homme politique belge et un militant wallon.
Docteur en droit (Liège, 1947), il est élu conseiller communal de Seraing du PSC (1958-1970). Par conviction, il quitte ce parti et rejoint le Rassemblement wallon aux élections communales de 1970. Il poursuit sa carrière au conseil communal comme représentant du Rassemblement wallon de 1970 à 1976. Il est sénateur (élu direct) de l'arrondissement administratif de Liège, de 1971 à 1976. Il s'oppose au "tournant à gauche" du Rassemblement wallon proposé par Paul-Henry Gendebien et rejoint François Perin et Jean Gol qui rallie les libéraux wallons. En  mars 1980, après la démission spectaculaire de François Perin, annonçant que "la Belgique est morte", il succède à celui-ci dont il est le suppléant. Il préside le groupe libéral au Sénat jusqu'en 1984, année à laquelle il est nommé à la Cour d'arbitrage qu'il préside jusqu'en 1992, année à laquelle il est atteint par la limite d'âge.